# Miroljub
Miroljub je moško osebno ime.

## Izvor imena
Ime Miroljub je različica moškega osebnega imena Miroslav.

## Pogostost imena
Po podatkih Statističnega urada Republike Slovenije je bilo na dan 31. decembra 2007 v Sloveniji število moških oseb z imenom Miroljub: 65.

## Osebni praznik
Osebe z imenom Miroljub lahko godujejo takrat kot osebe z imenom Miroslav.